# Trikotwerbung
Als Trikotsponsoring bezeichnet man im Sport das Tragen des Logos oder Schriftzugs eines Sponsors auf dem Trikot. Dadurch erhofft sich der Sponsor einen werblichen Nutzen, beispielsweise eine größere Bekanntheit seiner Produkte oder Dienstleistungen. Durch Trikotsponsoring können in Verbindung mit Fernsehübertragungen hohe Reichweiten erzielt und die Bekanntheit des Sponsors erhöht werden.

## Fußball
Im Fußball führte der uruguayische Verein Peñarol Montevideo das Trikotsponsoring Mitte der 1950er Jahre ein.

### Deutschland
1960 gründete der Unternehmer Hermann Brunner-Schwer von den Villinger SABA-Werken die SABA-Prominentenelf, bestehend aus Prominenten der Film- und Rundfunkbranche. Hermann Brunner-Schwer schaffte es, fast die komplette deutsche Fußballnationalmannschaft von 1954 nach Villingen zu holen. Dabei wurden mehrere Benefizspiele gegen Firmenmannschaften und auch Bundesligamannschaften gespielt. Die Erlöse der Spiele gingen als Spende an verschiedene Institutionen. Brunner-Schwer nutzte die Übertragungen im Fernsehen als Werbeplattform, indem er die Trikots der Spieler mit dem Firmennamen bedrucken ließ.
Der erste Fußballverein in Deutschland war Wormatia Worms, die aus Finanznot im Regionalligaspiel gegen den SV Alsenborn am 20. August 1967 mit dem Schriftzug „CAT“ für Caterpillar auf dem Trikot Werbung machten. Neben Trikots und Trainingsanzügen erhielten die Wormser 5000 DM hierfür. Auch wenn es in den Statuten des DFB hierfür keine eindeutige Regelung gab, wurde das Thema unmittelbar darauf in der nächsten Vorstandssitzung behandelt. Die Satzung wurde geändert und Firmenreklame auf der Spielkleidung verboten.

„Jägermeister-Logo“ (1972–1986)

Im weiteren Sinne ist auch die Unterstützung der Stadt Bremen für Werder Bremen in der Saison 1971/72 in diesem Kontext zu erwähnen. Im Gegenzug für die finanziellen Zuwendungen der Stadt spielte Werder in den Bremer Landesfarben Rot und Weiß und statt der Raute mit dem Schlüssel der Stadt. Im Sommer 1972 wurde Eintracht Braunschweig beim DFB vorstellig, mit dem Wunsch für Jägermeister zu werben, was man beim DFB ablehnte. Eintracht-Sponsor Günter Mast war über den erbitterten Widerstand des DFB erfreut, da der Streit mit dem Verband seinen Produkten immer wieder zu kostenloser Präsenz in den Medien verhalf. Im Januar 1973 entschied die Mitgliederversammlung von Eintracht Braunschweig mit großer Mehrheit, das Vereinswappen durch den Jägermeister-Hirsch zu ersetzen. Am 24. März 1973 im Spiel gegen Schalke 04 lief die Braunschweiger Elf erstmals in den Hirschkopf-Trikots in der Bundesliga auf und konnte so „legal“ werben. Nach einigen juristischen Auseinandersetzungen folgte im Oktober 1973 die Freigabe für Trikotsponsoring durch den DFB.
Da Braunschweig inzwischen in die 2. Bundesliga abgestiegen war, war es am 5. Januar 1974 bei Hertha BSC dem Hamburger SV vorbehalten als erstes Team mit Werbung für die Spirituose Campari aufzulaufen. Heute ist die Werbung für Getränke mit einem Alkoholgehalt von über 15 % Vol. im Sport nicht mehr zulässig. Es folgten der MSV Duisburg mit dem Strickwarenhersteller Brian Scott am 12. Januar 1974, Fortuna Düsseldorf mit Allkauf am 15. März 1974, der FC Bayern München mit Adidas am 5. April 1974 und Eintracht Frankfurt mit Remington im DFB-Pokalfinale am 17. August 1974.
Der FC Schalke 04 war einer der Bundesligisten, die am längsten auf einen Trikotsponsoren verzichteten. Den Einstieg ins Sponsoring verknüpften die Gelsenkirchner dann mit einem wohltätigen Zweck, als sie zur Saison 1978/79 mit dem Schriftzug Deutsche Krebshilfe auf der Brust aufliefen. In der Rückrunde der Saison 1978/79 hatte der 1. FC Köln als letztes Team der Bundesliga einen Werbevertrag mit einem Brustsponsor abgeschlossen.

### Österreich
Deutlich früher als in Deutschland beschäftigten sich österreichische Vereine mit dem Thema Trikotsponsoring. Bereits im Januar 1960 fand der SK Admira Wien mit der NEWAG/NIOGAS, dem Vorgänger des niederösterreichischen Energieversorgers EVN, einen finanzkräftigen Sponsor. Wie in Österreich bis heute üblich, zog der Sponsor in den Vereinsnamen ein und somit über das Logo auch aufs Trikot. Das erste klassische Trikotsponsoring in der höchsten Spielklasse gab es bei der Wiener Austria, die in der Saison 1966/67 mit dem Logo der Brauerei Schwechat für Schwechater Bier warben.

### Spanien

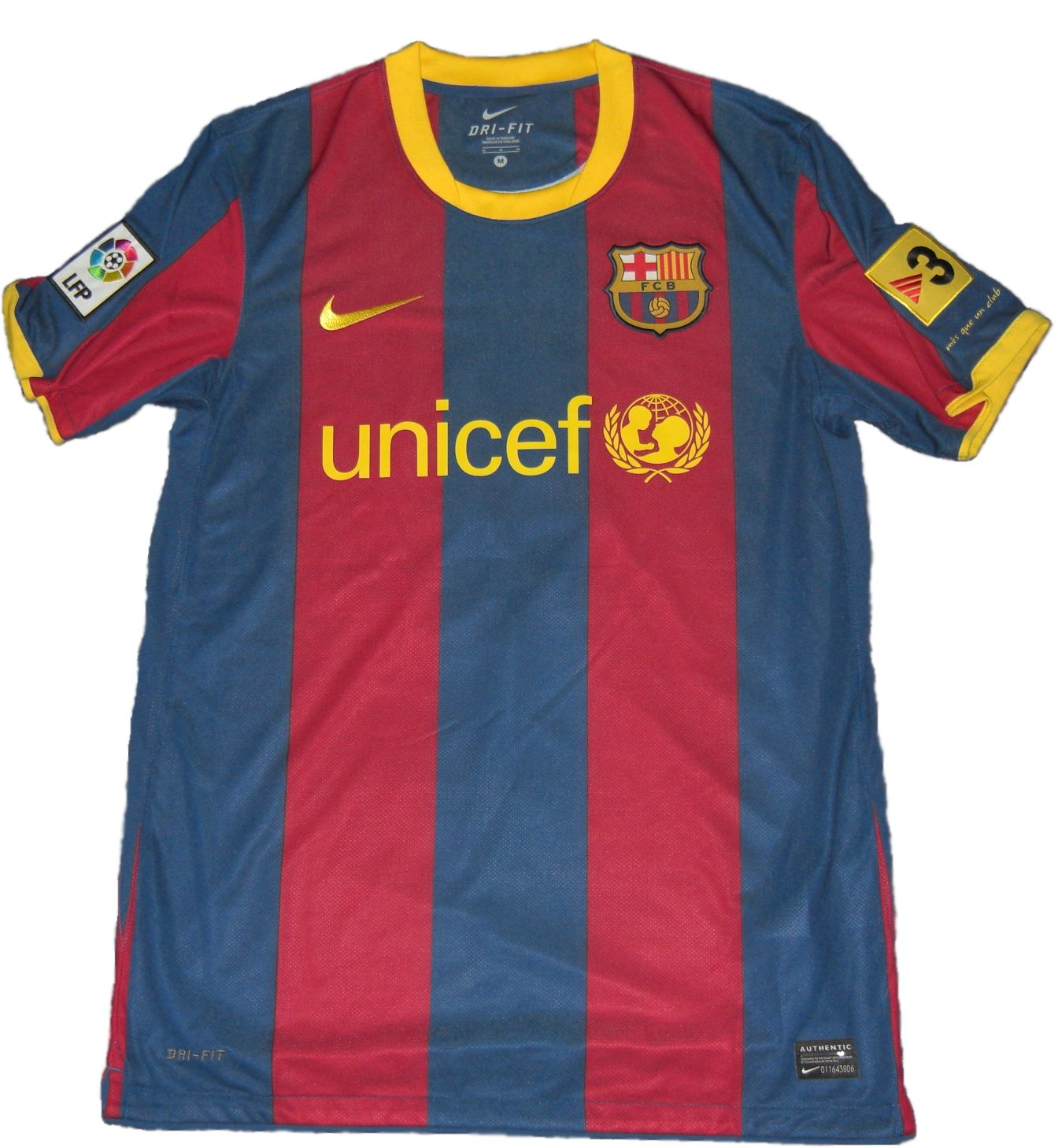
Trikot des FC Barcelona in der Saison 2010/11 mit UNICEF-Logo

Der bekannteste Fußballverein, der lange auf Trikotsponsoring und damit auf jährliche Einnahmen in Millionenhöhe verzichtete, ist der FC Barcelona, der sich als „katalanische Nationalmannschaft“ versteht und auf sich die Regeln für Nationalmannschaften anwendete. Obwohl der Verein traditionell auf einen Trikotsponsor verzichtete, wurde im September 2006 ein Kooperationsabkommen mit dem UN-Kinderhilfswerk UNICEF mit einer Laufzeit von fünf Jahren geschlossen. Demnach unterstützte der Verein über seine Stiftung die Arbeit von UNICEF bis 2011 mit jährlich 1,5 Mio. €, um an HIV/AIDS erkrankte Kinder in den Ländern der Dritten Welt zu unterstützen, im Gegenzug erhielt er das Recht, den Namen, das Logo und das Emblem von UNICEF auf der Spiel- und der Trainingskleidung sowie den diesen nachgebildeten Merchandising-Produkten zu verwenden. Eine Verpflichtung hierzu bestand nicht. Seit 2011 läuft auch der FC Barcelona mit Trikotsponsoring auf und erhält dafür mit 30 Millionen jährlich aus dem Emirat Katar, dem Ausrichter der Fußball-WM 2022, die höchsten Einnahmen aller Vereine weltweit. Auf der Trikotvorderseite ist der Schriftzug „Qatar Foundation“ zu sehen, der „unicef“-Schriftzug bleibt auf der Rückseite des Trikots erhalten.
Auch Athletic Bilbao als „Nationalmannschaft des Baskenlandes“ verzichtete bis Sommer 2008 auf Trikotsponsoring.

## Eishockey
Auf dem DEB-Verbandstag in Füssen im Sommer 1978 wurde trotz Widerstands mehrheitlich beschlossen, dass „Werbung am Mann“ erlaubt sei. Zuvor hatten einige Mannschaften beim Aufwärmen vor dem Spiel Trikots mit Sponsorenaufdruck getragen. Erstmals zur Saison 1978/79 wurden dann in den obersten drei Ligen Trikots mit Sponsoren verwendet. Der Kölner EC, der in dieser Saison für Zunft Kölsch der Erzquell Brauerei warben, zählten zu den ersten Teams in der Eishockey-Bundesliga, die von einem Trikotsponsor unterstützt wurden. Weitere Vereine, die diese Regelung von Beginn an nutzten, waren der SB Rosenheim mit Marox und der SC Riessersee mit Minolta als Sponsoren aus der Bundesliga, der EC Bad Tölz – der für Jägermeister auch auf orangefarbene Trikots umstellte – und der Duisburger SC (Gatzweilers Alt) aus der 2. Bundesliga sowie aus der Oberliga der Hamburger SV (Asmussen Rum).
In der Saison 1979/80 kam es hinsichtlich der Olympischen Winterspiele 1980 zu größeren Diskussionen. Das NOK forderte die Vereine auf, ihre Nationalspieler ohne Trikotwerbung spielen zu lassen.
Während die Herrenmannschaft des EV Füssen in ihrer Zeit in der Bundesliga bis zur Saison 1982/83 ohne Trikotsponsor spielte, wurde ab 1979 die Frauenmannschaft von Hasen-Bräu als Trikotsponsor unterstützt.

## Allgemeines
In vielen Sportarten tragen Nationalmannschaften, abgesehen vom Ausrüster, keine Werbung auf ihren Trikots.